# Blizzard Entertainment
Blizzard Entertainment, Inc. je američki proizvođač i izdavač kompjutorskih igrica osnovan u veljači 1991. godine. Blizzard je počeo izdavati vlastite igre u 1993. Među prvima su bili Rock N' Roll Racing i The Lost Vikings. U 1994. Blizzard je pustio u prodaju igru koja ih je proslavila: Warcraft. Nakon toga Blizzard je nastavio nizati hitove s naslovima kao što su Starcraft, Diablo i MMORPG World of Warcraft.